# Turcja na Zimowych Igrzyskach Olimpijskich 1976
Turcję na Zimowych Igrzyskach Olimpijskich 1976 reprezentowało 9 zawodników. Był to siódmy start Turcji na zimowych igrzyskach olimpijskich.

## Reprezentanci

### Biegi narciarskie
Mężczyźni
- Bahri Yılmaz
  - Bieg na 15 km – 64. miejsce
  - Bieg na 30 km – 62. miejsce

- Sacit Özbey
  - Bieg na 15 km – 66. miejsce

- Şeref Çınar
  - Bieg na 15 km – 70. miejsce

- Yavuz Özbey
  - Bieg na 15 km – 72. miejsce

- Ahmet Ünal
  - Bieg na 30 km – 66. miejsce

- Bahri Yılmaz, Sacit Özbey, Şeref Çınar, Yavuz Özbey
  - Sztafeta 4 × 10 km – nie ukończyli

### Narciarstwo alpejskie
Mężczyźni
- Ahmet Kıbıl
  - Zjazd – 63. miejsce
  - Gigant slalom – nie ukończył
  - Slalom – nie ukończył

- Mümtaz Demirhan
  - Zjazd – 64. miejsce
  - Gigant slalom – nie ukończył

- Ersin Ayrıksa
  - Gigant slalom – 37. miejsce
  - Slalom – nie ukończył

- Murat Tosun
  - Gigant slalom – nie ukończył
  - Slalom – nie ukończył